# Primož Kozmus
Primož Kozmus (* 30. září 1979, Novo Mesto, Jugoslávie) je slovinský atlet, olympijský vítěz a mistr světa v hodu kladivem.

## Kariéra

### Ósaka 2007
Na Mistrovství světa v atletice 2007 v japonské Ósace skončil na druhém místě výkonem 82,29 m, přičemž až do poslední série pokusů tuto soutěž vedl. Jenže v posledním pokusu se zlepšil jeho soupeř Ivan Tichon na 83,63 m, který by za stavu před posledním pokusem nezískal žádnou medaili.

### Letní olympijské hry 2008
Na LOH 2008 v Pekingu získal zlatou olympijskou medaili, jako první slovinský atlet v historii.